# Xontaxpan
Xontaxpan är en ort i Mexiko.   Den ligger i kommunen Atzalan och delstaten Veracruz, i den sydöstra delen av landet, 210 km öster om huvudstaden Mexico City. Xontaxpan ligger 1 378 meter över havet och antalet invånare är 154.
Terrängen runt Xontaxpan är bergig. Runt Xontaxpan är det ganska tätbefolkat, med 129 invånare per kvadratkilometer. Närmaste större samhälle är Teziutlan, 16,6 km väster om Xontaxpan. I omgivningarna runt Xontaxpan växer i huvudsak städsegrön lövskog.